# Paul Henry (voetballer)
Paul Henry (Namen, 6 september 1912 - 6 oktober 1989) was een Belgisch voetballer die speelde als middenvelder. Hij voetbalde in Eerste klasse bij Daring Club Brussel en speelde 9 interlandwedstrijden met het Belgisch voetbalelftal.

## Loopbaan
Henry debuteerde in 1931 als middenvelder in het eerste elftal van Namur Sports dat net gepromoveerd was naar Derde klasse en verwierf er al spoedig een basisplaats. De ploeg eindigde de volgende jaren in de middenmoot van de rangschikking.
Begin 1935 trok hij naar toenmalig Eersteklasser Daring Club Brussel en verwierf ook daar onmiddellijk een vaste basisplaats. Hij maakte deel uit van de ploeg die op 10 februari 1935 won van Union Sint-Gillis dat gedurende 60 wedstrijden ongeslagen was gebleven. De ploeg kende de volgende jaren een sterke periode en Henry werd met Daring tweemaal landskampioen (1936 en 1937) en eenmaal tweede (1938). Het jaar nadien degradeerde de club echter uit de hoogste afdeling. Dit was ook het einde van loopbaan van Henry op het hoogste niveau. In totaal speelde hij 93 wedstrijden in Eerste klasse en scoorde hierbij 8 doelpunten. Henry bleef er nog voetballen tot in 1942.
Tussen 1936 en 1940 speelde Henry 9 wedstrijden met het Belgisch voetbalelftal. Zijn eerste wedstrijd was de uitwedstrijd tegen het Nederlands voetbalelftal waartegen met 8-0 werd verloren. Het duurde daarna bijna drie jaar vooraleer Henry opnieuw werd geselecteerd. Zijn volgende 8 wedstrijden speelde hij alle in de periode 1939-1940. Ondanks het feit dat zijn ploeg Daring intussen in Tweede klasse speelde, mocht Henry toch meespelen met de nationale ploeg. Hij maakte eveneens deel uit van de voorselectie voor het Wereldkampioenschap voetbal 1938 in Frankrijk maar speelde er geen wedstrijden.